# اندیس سنگ تزئینی کل گچی
سنگ تزئینی کل گچی یک اندیس مصالح ساختمانی است که در حوالی شهر اردل استان چهارمحال و بختیاری قرار دارد و مادهٔ معدنی موجود در آن، سنگ تزئینی است. و دیرینگی آن به دوران پابده ائوسن می‌رسد. 